# Witold Juliusz Kapuściński
Witold Juliusz Kapuściński (ur. 4 marca 1910 r. w Halle (Saale) (Niemcy). zm. 6 lipca 1988 r. we Wrocławiu) – polski poeta i prozaik, profesor okulistyki.
Był synem Witolda Kapuścińskiego (1882–1951), profesora okulistyki, i Janiny z domu Psarskiej. Ukończył studia na Wydziale Lekarskim Uniwersytetu Poznańskiego. Uzyskał stopień doktora medycyny na Uniwersytecie Jagiellońskim. Specjalizował się w Paryżu. W 1928 r. debiutował na łamach prasy jako poeta. W 1930 r. ogłosił tom poezji pt. Hinduski sen wspólnie z Edwinem Herbertem jako Zygmunt Psarski. W latach 1939–1944 przebywał w Warszawie, gdzie był wykładowcą okulistyki w konspiracyjnym Uniwersytecie Ziem Zachodnich. Był żołnierzem Armii Krajowej oraz uczestnikiem powstania warszawskiego. Od 1945 r. przebywał we Wrocławiu, gdzie był wieloletnim kierownikiem Katedry Okulistyki na Uniwersytecie Wrocławskim i wrocławskiej Akademii Medycznej (wrocławską Katedrą Okulistyki kierował od 1945 do przejścia na emeryturę w 1980; funkcję po nim przejął Piotr Hańczyc).
Swoje prace okulistyczne publikował m.in. w „Klinice Ocznej".

## Twórczość
- Bonne chance, Cuba (reportaże)
- Słupy Heraklesa. Refleksje z podróży do Argentyny
- Gobi. Wiersze z lat 1929-1958
- Człowiek, czy humanista w kosmosie (szkice)
- Mięguszowiecki (powieść)